# Горка (Лукинское сельское поселение)
Горка — деревня в Чагодощенском районе Вологодской области.
Входит в состав Лукинского сельского поселения, с точки зрения административно-территориального деления — в Лукинский сельсовет.
Расстояние по автодороге до районного центра Чагоды — 51 км, до центра муниципального образования деревни Анишино — 10 км. Ближайшие населённые пункты — Бельское, Данилково, Наумовское.
По переписи 2002 года население — 4 человека.